# 11e méridien ouest
En géographie, le 11e méridien ouest est le méridien joignant les points de la surface de la Terre dont la longitude est égale à 11° ouest.

## Géographie

### Dimensions
Comme tous les autres méridiens, la longueur du 11e méridien correspond à une demi-circonférence terrestre, soit 20 003,932 km. Au niveau de l'équateur, il est distant du méridien de Greenwich de 1 225 km,.
Avec le 169e méridien est, il forme un grand cercle passant par les pôles géographiques terrestres.

### Régions traversées
En commençant par le pôle Nord et descendant vers le sud au pôle Sud, Le 11e méridien ouest passe par:
| Coordonnées          | Pays, territoire ou mer | Notes                                              |
| -------------------- | ----------------------- | -------------------------------------------------- |
| 90° 00′ N, 11° 00′ O | Océan Arctique          |                                                    |
| 82° 15′ N, 11° 00′ O | Océan Atlantique        | Passe juste à l'est de Nordostrundingen, Groenland |
| 28° 47′ N, 11° 00′ O | Maroc                   |                                                    |
| 27° 40′ N, 11° 00′ O | Sahara Occidental       | revendiqué par le Maroc                            |
| 26° 00′ N, 11° 00′ O | Mauritanie              |                                                    |
| 15° 14′ N, 11° 00′ O | Mali                    |                                                    |
| 12° 12′ N, 11° 00′ O | Guinée                  |                                                    |
| 9° 45′ N, 11° 00′ O  | Sierra Leone            |                                                    |
| 7° 27′ N, 11° 00′ O  | Liberia                 |                                                    |
| 6° 33′ N, 11° 00′ O  | Océan Atlantique        |                                                    |
| 60° 00′ S, 11° 00′ O | Océan Austral           |                                                    |
| 71° 01′ S, 11° 00′ O | Antarctique             | Terre de la Reine-Maud, revendiquée par la Norvège |